# Allomyrmococcus acariformis
Allomyrmococcus acariformis  (лат.) — вид мирмекофильных насекомых-кокцид рода Allomyrmococcus из семейства мучнистые червецы (Pseudococcidae).

## Распространение
Юго-Восточная Азия: Таиланд.

## Описание
Микроскопического размера мучнистые червецы (длина 1-2 мм). Усики 6-члениковые, равные длине всего тела.

Питаются соками таких растений, как
- Fabaceae: Tamarindus;
- Phyllanthaceae: Glochidion;
- Rafflesiaceae: Rafflesia kerrii;
- Ranunculaceae: Thalictrum foliolosum;
- Smilacaceae: Smilax;
- Zingiberaceae: Alpinia malaccensis.

Среди муравьёв симбионтов представители рода Dolichoderus: Dolichoderus feae.
Вид был впервые описан в 1941 году энтомологом Р. Такахаси (Takahashi, R.).